# ليه أندرسون
ليه أندرسون (بالإنجليزية: Les Anderson) هو مهندس أمريكي، ولد في 17 أبريل 1910، وتوفي في 10 يوليو 1949.

## وصلات خارجية
- ليه أندرسون على موقع Racing-Reference.info (الإنجليزية)